# Janvier 1956
Cette page présente les faits marquants du mois de janvier 1956.

## Évènements
- Visite de la reine Élisabeth II au Nigeria à Abuja.

- 1er janvier : indépendance du Soudan, octroyée par le Royaume-Uni.

- 2 janvier, France : élections législatives.
  - Victoire du Front républicain (SFIO, radicaux). Effondrement des républicains sociaux (ex-RPF). Percée et montée du poujadisme avec l'entrée de ce mouvement au Parlement. Jean-Marie Le Pen, élu sous étiquette poujadiste, entre à l'Assemblée nationale comme le plus jeune député.

- 5 janvier : au Cambodge, Oum Cheang Sun est nommé Premier ministre.

- 6 janvier : fiançailles de l'actrice américaine Grace Kelly avec le prince Rainier III de Monaco.

- 6 - 14 janvier (Laos)[1] : le Pathet Lao crée le Front patriotique (Neo Lao Hak Xat) et demande la formation d’un gouvernement de coalition (1957).

- 16 janvier : Nasser, devenu président de la République, - il était le seul candidat - se tourne vers les puissances occidentales pour financer son projet de construction du barrage d'Assouan. La France et la Grande-Bretagne refusent, et les États-Unis conditionnent leur aide à un accord avec Israël. Nasser s’y montre favorable, mais tergiverse. Washington décide alors de s’opposer au financement du projet mais accepte d’octroyer un prêt moyennant le contrôle des finances égyptiennes. Contre toute attente, Nasser accepte. Il ne reste plus aux Américains qu’à se désavouer.

- 22 janvier, Albert Camus, entouré par les Libéraux d'Algérie,  lance l'Appel pour une Trêve Civile à Alger, visant à apaiser les affrontements entre communautés européennes et algériennes en Algérie.

- 22 janvier, (Formule 1) : Grand Prix automobile d'Argentine.

- 24 janvier, France : fin du gouvernement Edgar Faure (2). René Coty propose à Mendès France de former un nouveau gouvernement. Celui-ci refuse et propose Guy Mollet, secrétaire général de la SFIO.

- 25 janvier : sortie de la Dauphine par Renault.

- 28 janvier : les généraux Guillaume et Zeller démissionnent pour protester contre la lenteur de l’envoi de renforts en Algérie.

- 31 janvier : 
  - Discours d'investiture du président du conseil français[2].
  - Victoire du Rassemblement démocratique africain aux législatives : il remporte 7 sièges sur 8 en AOF et 2 sièges sur 4 en Afrique-Équatoriale française (AEF). Félix Houphouët-Boigny, président du RDA, entre dans le gouvernement Guy Mollet.
  - Juscelino Kubitschek de Oliveira, président de la République brésilienne (fin en 1961).
    - Décidé à promouvoir « 50 ans de progrès en cinq ans », Kubitschek parvient à mobiliser les Brésiliens autour de la modernisation du pays, symbolisé par la construction en quatre ans d’une nouvelle et futuriste capitale, Brasilia sur les plans de l’architecte Oscar Niemeyer. Le développementisme fait progresser l’industrie de 10 % par an, au prix d’un endettement public considérable.

## Naissances
- 1er janvier :
  - Sahadi Sandi Abdou, diplomate nigérienne.
  - Sergueï Avdeïev, cosmonaute russe.
  - Christine Lagarde, avocate d'affaires, femme politique française, Ministre de l'Économie, des Finances et de l'Emploi et présidente de la Banque centrale européenne depuis 2019.
  - Khalifa Sall, homme politique sénégalais.
- 3 janvier : Mel Gibson, acteur américain.
- 5 janvier : Frank-Walter Steinmeier, président de la République fédérale d'Allemagne depuis 2017.
- 6 janvier : Peter Stoffer, homme politique de la circonscription fédérale de Sackville—Eastern Shore.
- 7 janvier : David Caruso, comédien et photographe américain.
- 11 janvier : Philippe Chevallier, humoriste français.
- 12 janvier : Nikolai Noskov, musicien russe.
- 13 janvier : Modeste Bahati Lukwebo, homme politique congolais (RDC).
- 14 janvier : Étienne Daho, musicien français.
- 15 janvier : Vitali Kaloïev, constructeur, architecte, criminel et homme politique russe.
- 17 janvier : Mitch Vogel, acteur et compositeur américain.
- 18 janvier : Elli Medeiros, chanteuse Uruguay.
- 24 janvier : 
  - Gerda Gabriel,chanteuse allemande.
  - Lounès Matoub, chanteur algérien et militant berbère († 25 juin 1998).
- 27 janvier : Michel Guidoni, humoriste, imitateur français.
- 29 janvier : Jan Jakub Kolski, réalisateur, scénariste et photographe polonais.

## Décès
- 5 janvier : Mistinguett (Jeanne Bourgeois), chanteuse, danseuse française.
- 12 janvier : Sam Langford, boxeur.
- 13 janvier : Lyonel Feininger, peintre et caricaturiste germano-américain (° 17 juillet 1871).
- 23 janvier : Sir Alexander Korda, cinéaste britannique d'origine hongroise.